# Belagerung von Ofen (1849)
Pákozd –
Schwechat –
Kaschau –
Mór –
Hermannstadt –
Vízakna (Salzburg) –
Piski –
Mediasch –
Kápolna –
Hatvan –
Tápió Bicske –
Isaszeg –
Waitzen I –
Nagy-Salló –
Komorn I –
Mocsa –
Kács –
Pered –
Raab –
 Ács (Komorn II) –
Komorn III –
Hegyes –
Waitzen II –
Tura –
Segesvár –
Debreczin –
Szőreg –
Temesvár
Arad –
Deva –
Esseg –
Karlsburg –
Komorn IV –
Leopoldov –
Ofen –
Peterwardein –
Temesvár

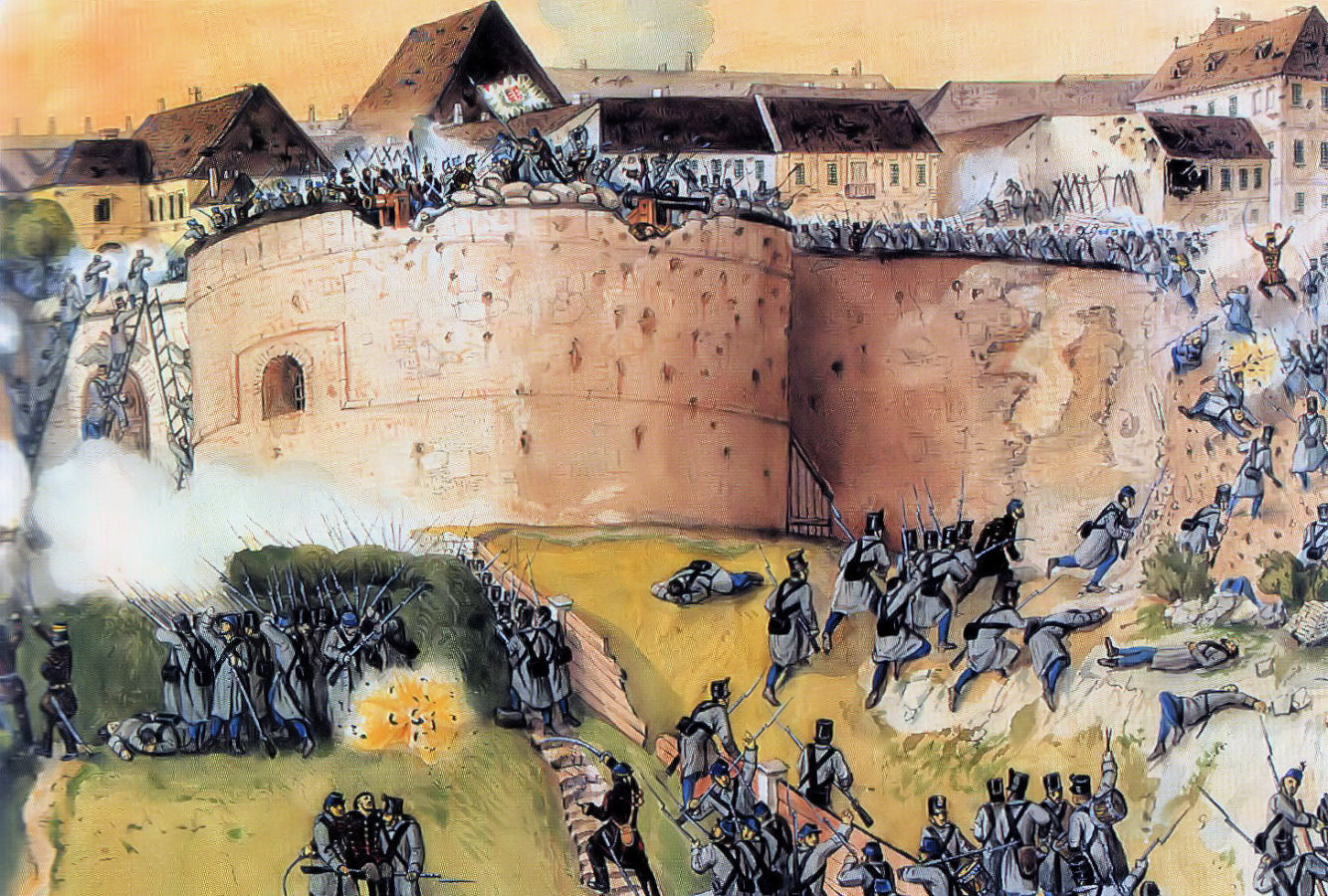
Belagerung von Ofen (1849)

Die Belagerung von Ofen war Teil des Ungarischen Unabhängigkeitskrieges und dauerte vom 4. bis zum 21. Mai 1849. Die von einer kaiserlich-österreichischen Garnison mit etwa 5000 Mann verteidigte Festung Ofen, später Buda, wurde von der ungarischen Hauptarmee mit etwa 30.000 Mann unter General Artur Görgey eingeschlossen. Nach Abwehr von etwa 20 Sturmangriffen fiel die Festung.

## Vorgeschichte
Während der Winter-Kampagne 1848–1849 verlor die ungarische Hauptarmee die Schlacht von Mór gegen die Kroaten unter Jellacic. Aus diesem Grund konnte General Görgey die Positionen an der oberen Donau nicht länger halten. Am 5. Januar 1849 besetzte die kaiserliche Armee unter Feldmarschall Windisch-Grätz Buda kampflos.
Lajos Kossuth wurde nach der Unabhängigkeitserklärung am 14. April zum Reichsverweser des Landes gewählt und stellte ein neu gebildetes Ministerium vor. General Klapka wurde darin anstelle von Damianich für die vorübergehende Führung des Kriegsministeriums nominiert. Nach dem ungarischen Sieg in der Schlacht bei Nagy-Salló (19. April) wurde der kaiserliche Oberbefehlshaber Windisch-Grätz von Ludwig von Welden abgelöst. Windisch-Grätz hatte noch Generalmajor Heinrich Hentzi von Arthurm zum Befehlshaber der Festung Buda ernannt und ihn beauftragt die Befestigungen zu verstärken. Er verstärkte die alten Bastionen und Mauern und baute neue Verteidigungsanlagen zum Schutz der Wasserstadt, die mit der Kettenbrücke verbunden war. Nach der Besetzung von Komorn am 26. April musste der ungarische Verteidigungsminister entscheiden, wie die Operationen fortgesetzt werden sollten. General Görgey wollte hingegen auf Rat seines Stabschefs Oberst Józef Bayer am rechten Ufer und am linken Ufer der Donau in Richtung Pressburg vorgehen und die Kaiserlichen direkt angreifen. Gegen diese Absicht argumentierte General Klapka, indem er meinte, dass die ungarische Hauptarmee für einen weiteren Angriff nicht stark genug sei. Ergänzend meinte er, dass sich Buda ja in österreichischer Hand befand und deswegen weder die Donau, noch die im Bau befindliche Kettenbrücke von der ungarischen Armee überschritten werden konnte.

## Die Belagerung

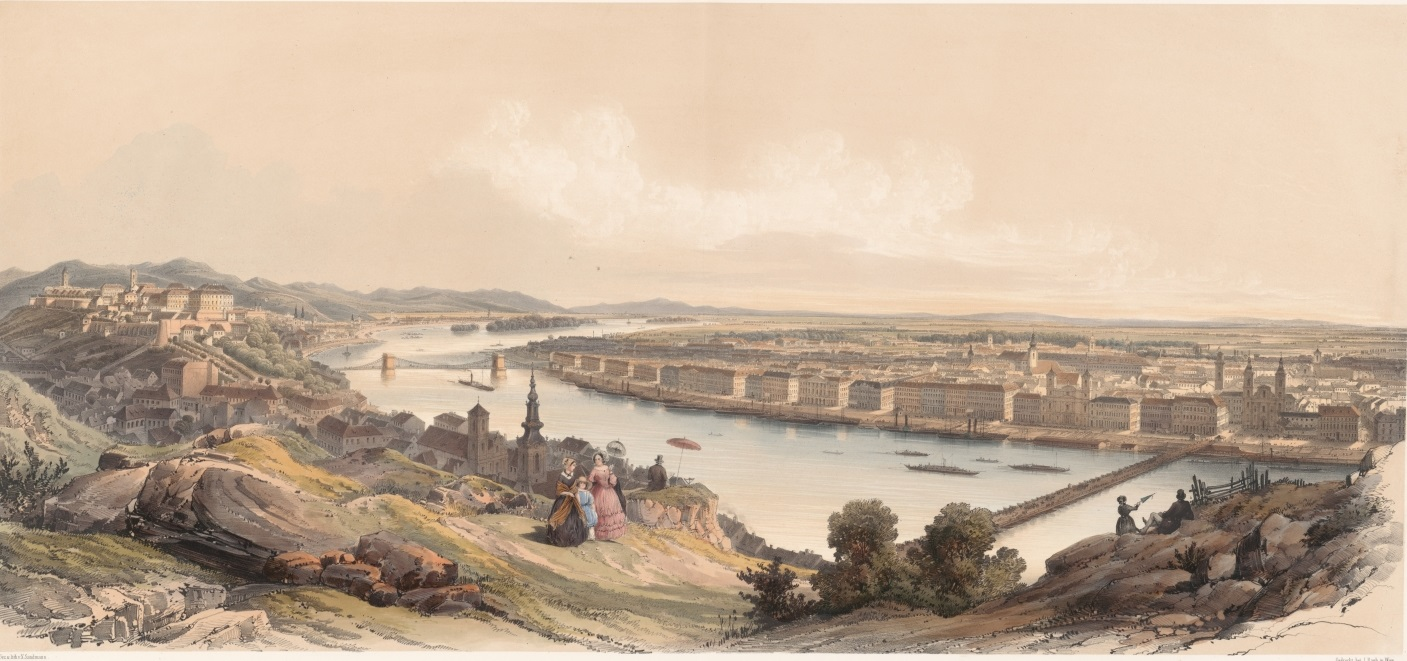
Die an der Donau liegenden Städte Pest und Ofen

Am 3. Mai begannen die Ungarn unter Görgey mit etwa 30.900 Mann und 133 Kanonen die Belagerung Ofens, das von etwa 3500 Kaiserlichen mit 51 Kanonen verteidigt wurde. Schon am folgenden Tag, gegen 11 Uhr Vormittags näherten sich die Ungarn von allen Seiten der Festung und zwangen die kaiserlichen Vorposten unter Hauptmann Balthasar Petrass zum Rückzug in die Festung. Bald wurde auch die Festung angegriffen, der erste Sturm wurde nach vierstündigem Kampf abgeschlagen. Danach sandte Görgey einen Parlamentär in die Festung mit der Aufforderung zur Übergabe. Die Antwort Hentzi lautete: „Der Platz wird in Ehren gehalten, wir werden entschiedensten Widerstand entgegenzusetzen“, des Weiteren bemerkte er, „dass er gegen Ungarn keine Verpflichtungen habe, weil er kein Ungar, sondern Schweizer sei“, am Schluss bemerkte er noch „man werde den Platz nach Pflicht und Ehre bis auf den letzten Mann verteidigen.“
Mit Ausnahme der Division unter István Szekulics, welche außerhalb der Stadt sicherte, waren folgende ungarische Truppenteile an der Belagerung beteiligt: Am nördlichen Abschnitt zwischen Kalvarienberg und der Schwäbischen Alb bis zum Wiener Tor lagerte das 3. Korps unter General Karoly Knézich mit 9400 Mann und 40 Kanonen, gebildet aus den Divisionen Czillich, Podoski und Pikaty. Gegen die Donau angelehnt, im sogenannten Stadtviertel Wasserstadt (Víziváros), lagerte die Division Kmety mit 5600 Mann und 17 Kanonen und sicherte den Abschnitt an der Kettenbrücke bis auf die Höhe der Margaretenbrücke. Vom Schwäbischen Alb bis zum kleinen Gellértberg lagerte das 1. Korps unter General József Nagy-Sandor mit 9240 Mann und 31 Kanonen, formiert aus den Divisionen Mariassy, Babich und István Mesterházy. Den südlichen Abschnitt in der Vorstadt Raizen zwischen der Kleinen Donau und dem Gellértberg zernierte das 2. Korps unter Generalmajor Lajos Aulich mit 9750 Mann und 45 Kanonen, gebildet aus den Divisionen Asboth. Horvath und Butler nahmen am rechten Donau-Ufer Stellung. Die Ungarn begannen auch Geschütze im umliegenden Hochland zu installieren.
Die Tage vom 5. bis 7. Mai verging mit beidseitigem Artilleriefeuer. Die Belagerungsarmee war in der Zeit vom 5. bis 16. Mai keineswegs untätig. In den frühen Morgenstunden des 5. Mai näherten sich Kmetys Streitkräfte erneut der Wasserstadt (Víziváros), woraufhin Hentzi die Wasserstadt bombardierte. Trotz mehrere Anforderungen von Görgei beim Kommandanten von Komorn, zögerte General Guyon, die dort stehenden schweren Belagerungsgeschütze nach Buda abzusenden. Er argumentierte das Komorn ohne die Geschütze wehrlos bleiben würde, obwohl diese Waffen bisher nicht zum Arsenal der Festung gehörten, sondern den Kaiserlichen erst einige Tage zuvor, am 26. April abgenommen worden waren. Während des Wartens auf die Belagerungsartillerie ordnete Görgei Nachtangriffe gegen die Festung an, um Hentzis Aufmerksamkeit von neuen Plänen abzulenken. Jedes Armeekorps musste für den folgenden Angriff vier Bataillone, die Division Kmety zwei Bataillone bereitstellen. Bis zur Ankunft der etwa 40 schweren Geschützen aus Komorn ordnete Görgey an, auf der Anhöhe von Nar Hegy eine Position für eine Batterie einzurichten, die gegen die Rondell-Fehérvár gerichtet wurde.
Am 12. Mai ging es mit kleineren Gefechten weiter, am 13. folgte wieder ein beidseitiges Artillerie-Duell. Hentzi befahl auch die Bombardierung von Pest, die vom 4. Mai an fast jeden Tag und besonders am 9. und 13. Mai intensiv durchgeführt wurde, wobei mehrere schöne neoklassizistische Gebäude an der unteren Donau zerstört wurden. Immer wenn Hentzi an den Mauern erschien, benutzte einer seiner lautstarken Offiziere ein riesiges Zinn-Megaphon, um dessen Befehle den Artillerieoffizieren auf die feindlichen Position auf dem Kis-Svábhegy-Hügel einzuweisen. Die Bevölkerung von Pest floh vor den Bombardements außerhalb der Stadt.
In der Nacht zum 14. Mai versuchte die kaiserliche Artillerie die bei der Csepel-Insel angelegte Pontonbrücke zu zerstören, indem man 5 Brantner und zwei mit Steinen beladene Lastschiffe entlang des Flusses vorgehen ließ.
Nach der Ankunft der schweren Belagerungsartillerie konnte die ungarische Armee die nötige Überlegenheit an Feuerkraft gewinnen um am 16. Mai die eigentliche Bombardement der Burg von Ofen zu beginnen. Die Beschießung begann um 4 Uhr morgens und dauerte bis 16 Uhr nachmittags, für die kaiserliche Garnison war die kritische Phase erreicht.
Ein größerer ungarischer Angriff gegen die Ostmauer der Wasserstadt sowie gegen die Rondell von Fehérvár sollte folgen. In einem Kriegsrat schlug Hentzi vor, das Bombardement auf Pest fortzusetzen, jedoch setzte sich sein Ingenieur-Hauptmann Philipp Pollini durch, der vorschlug das Feuer auf die ungarische Artillerie zu konzentrieren, um den feindlichen Beschuss abzuschwächen.
Am nächsten Tag wurde am Mauer-Abschnitt südlich der Rondelle-Fehérvár eine Bresche geschossen. Das 1. Korps sollte an der Rondelle III angreifen, das 4. Korps die Rondelle IV mit Leitern ersteigen und die Division Kmety einen weiteren Angriff gegen die Wasservorstadt durchführen. Im Dunkeln verirrten sich die Soldaten des 1. Korps beim Vorgehen in Richtung zur Bresche. Als diese schließlich erst im Morgen gefunden war, wurden sie von den Verteidigern entdeckt und durch einen Kugelhagel zum Rückzug gezwungen. Soldaten des 3. Korps griffen an der Nordseite an und kletterten auf die Mauern, doch die Verteidiger wiesen den Angriff zurück, wobei 34 Tote zu beklagen waren. Das 9. Bataillon hatte den Befehl, aus den Fenstern und Dächern der Häuser der Attila-Straße auf die Verteidiger zu schießen. Die 2. Korps griff die Wasserstadt mit dem Bajonett an, wurde aber zurückgeschlagen. Kmetys Truppen erreichten das Tor zur Wasserstadt, wurden dort angehalten und verloren rund 200 Mann. Görgey hatte diesen Angriff vorschnell befohlen, weil er sich wegen Hentzis Bombardierung von Pest rächen wollte und das Schloss so schnell wie möglich einnehmen wollte. Nachdem der Angriff in der Nacht vom 17. auf den 18. Mai gescheitert war, ordnete Görgey an, weitere Angriffe sollten jeden Abend jeweils bis 2 Uhr morgens folgen und abrupt enden, um die Garnison keine Erholung zu gestatten. Görgeys Plan sah vor, die Verteidiger daran zu gewöhnen, ab 2 Uhr morgens bis zum Morgen ausruhen zu können.
Die Durchbruchslücke wurde mit 90 Fuß (1,20 meter) immer breiter und konnte nicht mehr geschlossen werden. In dieser Nacht wurde ein weiterer Versuch unternommen, die Lücke zu schließen, aber das schwere Artilleriefeuer der ungarischen Seite hinderte die kaiserlichen Ingenieure an ihren Arbeiten.
Am 18. Mai versuchte Hentzi, die durch die ungarische Artillerie in der Nähe der Fehérvár-Rondelle geschlagene Lücke zu füllen, aber ein Regenguss während der Nacht schwächte die gesamte neue Barriere. Auf der Fehérvár-Rondelle wurde eine Batterie errichtet, die es am 19. Mai geschafft hatte, zwei ungarische Geschütze vorübergehend zum Schweigen zu bringen.
Am 20. Mai gab Görgey den Befehl die Burg am folgenden Tag zu stürmen. Als die Wirksamkeit der ungarischen Artillerie die Krise deutlich verstärkte, sank die Moral der Verteidiger zusehends. In der Nacht vom 20. zum 21. Mai bombardierte die ungarische Artillerie die Burg wie üblich bis 2 Uhr morgens und ließ dann das Feuer wieder einstellen.

## Schlussangriff am 21. Mai

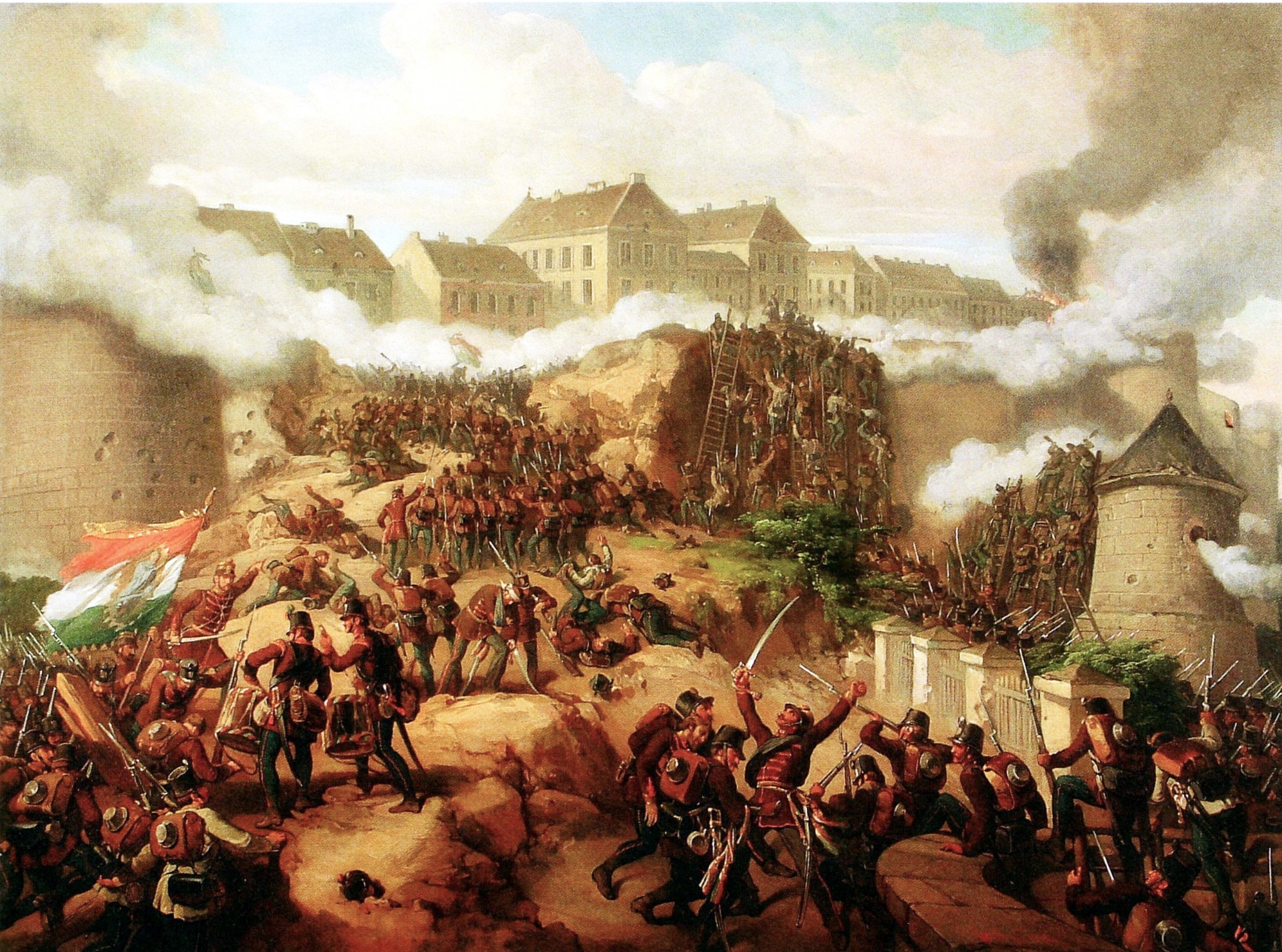
Erstürmung von Ofen

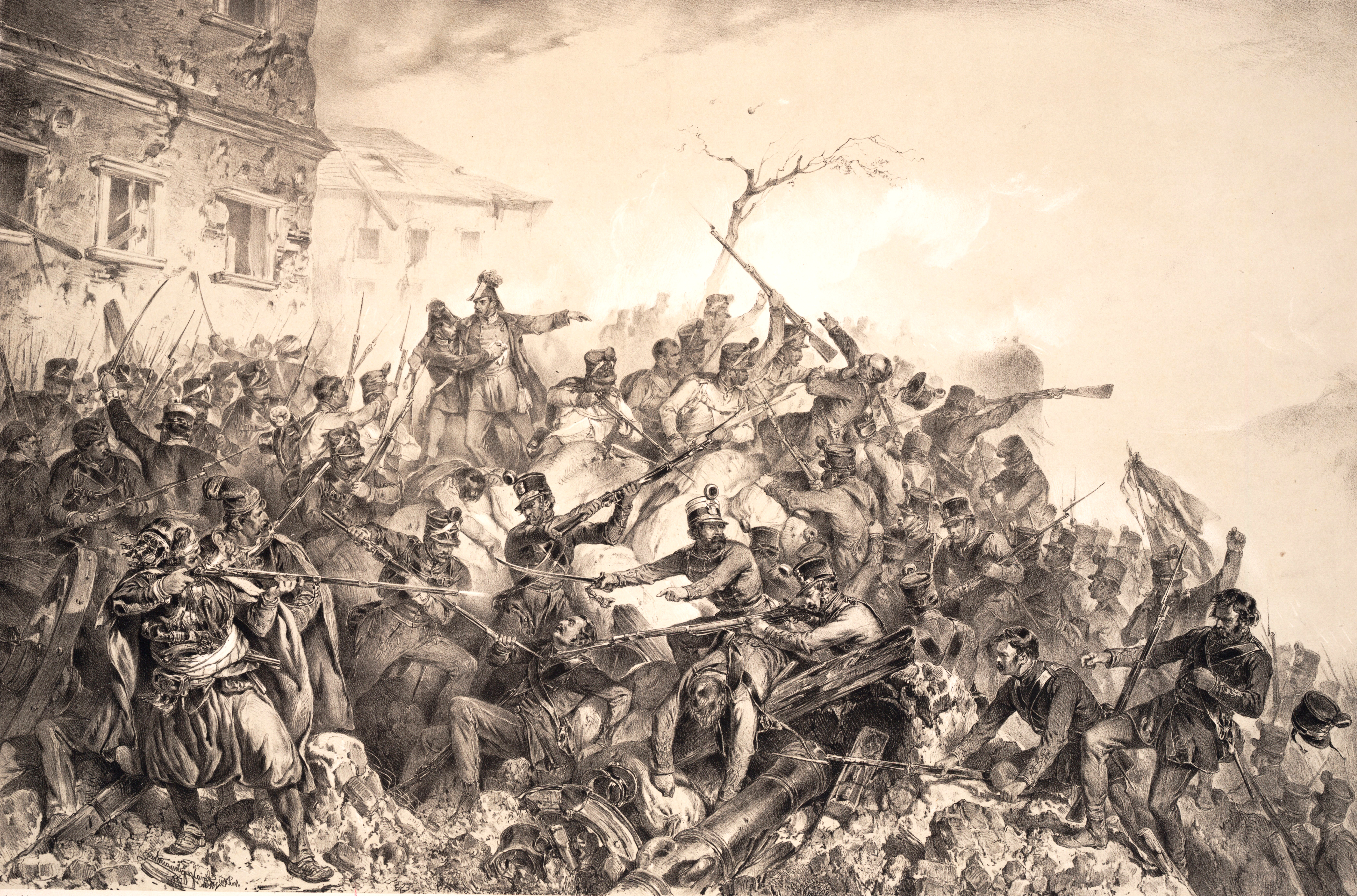
Hentzi’s Tod bei der Erstürmung von Ofen

General Görgey setzte beim letzten Angriff 19 Infanteriebataillone, 4 Jäger-Kompanien und mehrere Sappeur-Einheiten ein. Der entscheidende Infanteriesturm begann am 21. Mai um 3 Uhr morgens, nachdem sich alle Geschütze auf die Burg eingeschossen hatten. Vor dem Angriff versuchte Görgei, die Moral der Soldaten zu verbessern, indem er demjenigen Soldaten, der Hentzi gefangen nehmen sollte, eine hohe Belohnung versprach. Nach einem Gegen-Bombardement durch die kaiserlichen Verteidiger, die um 2 Uhr morgens noch glaubten, dass es bis zum Sonnenaufgang keine Kämpfe mehr geben würde, begann der ungarische Angriff. Das 2. Korps (General Aulich) stürmte an der Südfront: Drei Bataillone griffen die Palastgärten (Palotakert) an, während zwei weitere gegen die Wasserstadt stürmten. Die anderen Einheiten des Korps blieben in Reserve. An der Westseite griff das 1. Korps und von der Nordseite das 3. Korps an. Im Abschnitt des 3. Korps (General Knezić) führten das 3. und 42. Honvéd-Bataillon sowie das 3. Bataillon des 19. und 60. Infanterie-Regiments einen Angriff gegen die nördliche Burgmauer, gegen das Wiener Tor und die Rondell Esztergom durch. Das 63. Bataillon griff die Mauern des Stadtviertels Krisztinaváros an, die Reserven wurde zwischen Városmajor und der Ziegelei bereitgestellt. Während des Angriffs wurden viele Soldaten, welche die Leitern hoch geklettert waren, durch das Feuer der Verteidiger verwundet. Als aber immer mehr Verteidiger die Mauern verließen und die Ungarn durch die Bresche in die Burg strömten fiel die Entscheidung. Die Soldaten des 2. Korps drangen durch den großen Garten an der Westmauer in die Burg ein. Die Angreifer drangen an der Ostseite am Ferdinand-Tor über die Trümmer der zerstörten Mauer vor. Hier wurden die kaiserlichen Soldaten bald umzingelt und legten ihre Waffen nieder. Die Division Kmety hatte die Aufgabe, die Wasserstadt aus dem Norden anzugreifen und drei Bataillone und eine Jäger-Kompanie anzusetzen. Die Ungarn versuchten, das Wiener Tor und den benachbarten Abschnitt zu erklimmen, etwa 30 ungarische Soldaten fielen während dieser Angriffe. Die Männer des 42. Bataillons waren die ersten, welche die Wälle überwanden, während das 3. Bataillon am Wiener Tor in die Festung einbrach. Nachdem die ersten Truppen in die Burg eindrangen waren, folgte das 9. Bataillon nach. In der Nähe des Wiener Tors erbeuteten sie mehrere feindliche Geschütze bei der Rondelle IV und drehte sie gegen die sich zurückziehenden kaiserlichen Soldaten. Die Angreifer strömten auf der Országház-Straße in Richtung des Fehérvár-Tors und zum Szent-György-Platz vor, um das noch an der Mauer stehende 1. Korps zu unterstützen. Die Kaiserlichen befanden sich dort von zwei Seiten im Feuer. Um 4 Uhr morgens kapitulierten die Soldaten des italienischen Ceccopieri-Regiments, das an den westlichen Mauern am südlichen Ende des Burgberges und am Palast eingesetzt war. Rund 500 ungarische Soldaten strömten auf der Szent György Platz vor.
Die Hauptereignisse fanden jedoch auf der Nord- und Westseite der Burg statt, wo die ungarischen 1. und 3. Korps angriff. Zwei von General Józef Nagy-Sándor angeführte Bataillone des 1. Korps begannen den Angriff auf der Nordseite und stießen in die Bresche, während vier Bataillone die Terrassen auf der Südwestseite des Burgberges angriffen. Die ersten Einheiten, die unter Oberstleutnant Driquet durch die Lücke in die Burg eindrangen, waren das 44. und die 47. Honvéd-Bataillon und die Infanterie „Don Miguel“, unterstützt durch das Feuer ihrer Kameraden aus dem 34. und 17. Bataillon, die die Mauer östlich der Rondelle erklommen haben, und durch das 4. Bataillon, von dem aus geschossen wurde hinter ihnen und trieben die Verteidiger tiefer und tiefer in die Straßen der Budaer Burg. Das Deckungsfeuer der ungarischen Artillerie verursachte den Verteidigern enorme Verluste. Dank der Entschlossenheit der Angreifer gelang es Oberst János Máriássy zwei Bataillone durch die Schlossgärten zu führen gegen die Flanke der Österreicher zu attackieren.
Als Hentzi vernahm, was auf dem Szent-György-Platz geschah, eilte er sich mit Alarmeinheiten der Wilhelm-Kompanie dorthin und stellte sich an die Spitze der Verteidiger, welche die eingebrochenen Ungarn aufhalten sollte. Hentzi erhielt eine tödliche Schusswunde im Bauch, neben ihm wurden auch Kapitän Gorini, der die Wilhelm-Kompanie befehligte und Kapitän Schröder tödlich getroffen.
Der Rest der Verteidiger am Szent-György-Platz unter Leutnant Kristin ergab sich. Nach seiner Verwundung wurde Hentzi in das Krankenhaus auf dem Iskola (Schulplatz) gebracht und im Büro des Chefarztes Moritz Bartl auf ein Bett gelegt. Die erste ungarische Flagge wurde von Grácián Püspöky, dem jungen Fahnenträger des 47. Honvéd-Bataillons, an der Mauer der Budaer Burg gehisst. Die letzten kaiserlichen Truppen waren in den Palast der Burg von Buda zurückgegangen, wo sie um 7 Uhr kapitulierte. Nachdem die Ungarn die Burg betreten hatten, fanden sie dort rund 30 kaiserliche Soldaten, die in einem Innenhof erschossen wurden.

## Nach der Belagerung
Die Kaiserlichen verloren 30 Offiziere und 680 Mann, von denen 4 Offiziere und 174 Mann an Epidemien starben, die während der Belagerung in der Festung ausgebrochen waren. 113 Offiziere und 4.091 Mann wurden zu Gefangenen der Ungarn, dazu fielen 248 Kanonen, 8221 Kugeln, 931 kg Schießpulver, 5383 kg Salpeter, 894 kg Schwefel, 276 Pferde und 55.766 Forints an Bargeld.
Bei den Ungarn gab es nach Robert 368 Tote und 700 Verwundete, nach Asbóths Memoiren 427 Tote und 692 Verwundete. Infolge der Kämpfe und des Bombardements von Pest brannten 40 Gebäude in Pest und 98 Häuser in Buda nieder, weitere 61 Gebäude in Pest und 537 in Buda wurden schwer beschädigt. Schwer getroffen wurden viele neoklassizistische Gebäude an der unteren Donauzeile und auch der Königspalast von Buda.
Die von Artúr Görgeis eingeleitete Offensive endete am 20. und 21. Juni 1849 mit der ungarischen Niederlage in der Schlacht von Pered. Der ungarische Angriff erfolgte in einem ungünstigen Augenblick, weil FZM Julius von Haynau am 19. Juni mit seinen Truppen vom linken (nördlichen) Ufer der Donau zum rechten (südlichen) Ufer des Flusses überging, um die ungarischen Hauptstädte Pest und Buda zurückzuerobern. Weil die Österreicher noch nicht genug Truppen zur Gegenoffensive hatte, wurde er von rund 15.000 russischen Soldaten unter Generalleutnant Panjutin verstärkt.